# لیدر (کمیک)
لیدر (به انگلیسی: Leader) با نام اصلی ساموئل استرنز، یک شخصیت خیالی ابرشرور در کتاب‌های کامیک منتشر شده توسط مارول کامیکس است. این شخصیت توسط نویسنده استن لی و طراح استیو دیتکو خلق شده‌است و برای نخستین بار در شمارهٔ ۶۲ از تیلز تو استانیش (دسامبر ۱۹۶۴) به عنوان دشمن شخصیت ابرقهرمان هالک حضور پیدا کرد. استرنز به عنوان سرایدار در بویسی، آیداهو کار می‌کرد تا اینکه در معرض پرتو گاما قرار گرفت. پرتو باعث جهش ژنتیکی و تبدیل او به موجودیتی ابر هوشمند با پوستی سبز شد که خود را لیدر نامید و پس از آن مشغول به جرم و جنایت شد.
تیم بلیک نلسون هنرپیشه آمریکایی نقش این شخصیت را در فیلم هالک شگفت‌انگیز (۲۰۰۸) ایفا کرده است.